# Casualty
Casualty is een Britse dramaserie die wordt uitgezonden sinds 1986. Daarmee is het een van de langstlopende medische dramaseries ter wereld. De serie werd bedacht door Jeremy Brock en Paul Unwin. De producer was Geraint Morris.

## Verhaal
Het programma draait om het fictieve Holby City Hospital en focust zich op de patiënten en het personeel op de intensive care. Vaste thema's zijn de problemen die de artsen ondervinden en de pogingen van het personeel om ondanks de bureaucratie en lastige werksituatie hun werk goed te blijven doen.
De serie heeft nauwe banden met de serie Holby City, welke een spin-off is van Casualty. De plots en personages van beide series vertonen geregeld connecties met elkaar.

## Achtergrond
De serie wordt vrijwel geheel opgenomen in Bristol. Op 15 oktober 2008 maakte BBC haar plannen bekend om de set te verplaatsen naar een studio in Cardiff. Op 26 maart 2009 werd dit nogmaals bevestigd.
De serie wordt meestal op zaterdagavond uitgezonden, maar eind jaren 80 werd de serie verplaatst naar vrijdag. De eerste twee seizoenen telden elk vijftien afleveringen. Seizoen 3 had tien afleveringen, seizoenen 4, 5 en 6 hadden respectievelijk twaalf, dertien en vijftien afleveringen. Toen de serie in 1992 weer terugverhuisde naar de zaterdagavond, werd de lengte van een seizoen uitgebreid naar 24 afleveringen.

## Rolverdeling
| Acteur                 | Personage           |
| ---------------------- | ------------------- |
| Derek Thompson         | Charlie Fairhead    |
| Ian Bleasdale          | Josh Griffiths      |
| Simon MacCorkindale    | Harry Harper        |
| Martina Laird          | Comfort Jones       |
| Suzanne Packer         | Tess Bateman        |
| James W. Redmond       | John 'Abs' Denham   |
| Matthew Wait           | Luke Warren         |
| Kwame Kwei-Armah       | Finlay Newton       |
| Catherine Shipton      | Lisa 'Duffy' Duffin |
| Sarah Manners          | Bex Reynolds        |
| Christine Stephen-Daly | Lara Stone          |
| Christopher Colquhoun  | Simon Kaminski      |
| Kelly Harrison         | Nikki Marshall      |
| Loo Brealey            | Roxanne Bird        |
| Elizabeth Carling      | Selena Donovan      |
| Susan Cookson          | Maggie Coldwell     |
| Rebekah Gibbs          | Nina Farr           |
| Patrick Robinson       | Martin Ashford      |
| Christine Tremarco     | Linda Andrews       |
| Bhavna Limbachia       | Suraya Afzal        |

## Titelsong
De titelsong van Casualty werd gecomponeerd door Ken Freeman, die ook de titelsong voor Holby City componeerde. De muziek voor de aftitelig was traditioneel sterk verschillend van de titelsong, maar in latere jaren is dit veranderd.
In totaal zijn er negen verschillende variaties geweest van de titelsong en aftitelingsmuziek.

## Spin-offs
- In 1999 kreeg de serie een spin-off in de vorm van de serie Holby City.
- In 2006 werd een tweede spin-off aangekondigd, HolbyBlue. Deze serie werd echter na twee seizoenen geschrapt.
- Eveneens in 2006 begon de BBC met een reeks korte series over het ziekenhuisleven aan het begin van de 20e eeuw: Casualty 1906, Casualty 1907 en Casualty 1909.

## Prijzen
Sinds de première heeft Casualty de volgende prijzen gewonnen:
| Jaar | Ceremonie                         | Prijs                                             |
| ---- | --------------------------------- | ------------------------------------------------- |
| 2007 | British Academy Television Awards | Best Continuing Drama                             |
| 1999 | TV Quick Awards                   | Best Loved Drama                                  |
| 1998 | Royal Television Society Awards   | Best Sound - Drama (Colin Solloway, Nigel Abbott) |
| 1992 | British Academy Television Awards | Best Makeup (Sue Kneebone)                        |
| 1992 | Royal Television Society Awards   | Best Drama Series                                 |
| 1991 | British Academy Television Awards | Best VTR Editor (Malcolm Banthorpe)               |